# Узюмджю, Ахмет
Ахмет Узюмджю (род. 30 августа 1951) — турецкий дипломат, генеральный директор ОЗХО в 2010–2018 годах.

## Биография
Родился 30 августа 1951 года в Армутлу в турецкой провинции Ялова.
- В 1975 году окончил факультет Политических наук Анкарского университета.
- В 1976-78 годах служил в армии.
- В 1978-79 годах работал в МИДе Турции.
- В 1979—1982 годах работал в посольстве Турции в Вене, занимал должности второго, затем первого секретаря.
- В 1982—1984 годах работал в генеральном консульстве в Алеппо (Сирия).
- В 1984-86 годах руководил одним из подразделений отдела кадров МИДа Турции.
- В 1986—1994 годах работал при НАТО.
- В 1996—1999 годах возглавлял отдел кадров МИДа.
- В 1999—2002 годах занимал должность посла Турции в Израиле. В 2002—2004 годах являлся постпредом Турции при НАТО[1].
- В декабре 2009 года был избран генеральным директором на 14-й сессии ОЗХО. Фактически возглавил ОЗХО с 25 июля 2010 года. В декабре 2013 года был переизбран[2].

### Личная жизнь
Женат, есть дочь. Владеет английским и французским языками.

## Награды и премии
- В 2013 году ОЗХО было награждено Нобелевской премией мира[2].

- Почётный доктор МГИМО (14 апреля 2014)[3]

- Офицер ордена Почётного легиона (декабрь 2015)[2].